# Annie Schmidt
Annie Schmidt właśc. Anna Maria Geertruida Schmidt (ur. 31 maja 1911 w Kapelle, zm. 21 maja 1995 w Amsterdamie) – holenderska pisarka; w swojej twórczości zachęcała do nonkonformizmu.
Przez kilka lat, do 1932, pracowała jako bibliotekarka. Jej ojciec był wikariuszem w Zelandii. W 1988 otrzymała Nagrodę im. Hansa Christiana Andersena. Nazywana była „babcią Holandii” oraz „matką ojczyzny”. Rozpoczęła studia prawnicze, które przerwała.

## Twórczość
Schmidt była autorką poezji dla dorosłych oraz piosenek kabaretowych (wybór z lat 1938–1985 pt. Tot hiertoe wydany w 1986), a także poezji dla dzieci, komedii, musicali, słuchowisk i seriali telewizyjnych. Pisała również prozę dla dzieci, z której popularnością cieszą się wydawana od 1953 seria nowel Jim en Janneke (250 części; całość wydana w 1977) oraz powieść z 1970 pt. Minoes. W 1987 opublikowała zbiór 347 piosenek dziecięcych.